# 卫店镇
卫店镇，是中华人民共和国湖北省孝感市孝昌县下辖的一个乡镇级行政单位。

## 行政区划
卫店镇下辖以下地区：
卫店村、武河村、久隆村、三杨村、张刘村、团山村、绿化村、国庆村、双洪村、农兴村、砂塘村、清泉村、南桥村、沿港村、支桥村、沿河村、三湾村、双钱村、段港村、大堰村、彭店村、邹湖村、饶河村和李河村。

## 交通
- 京广铁路：卫家店站